# Wilson Castle
Wilson Castle je sídlo z 19. století v Proctor ve státě Vermont ve Spojených státech. Dům byl postaven v roce 1867 uplatňujíce směs architektonických stylů 19. století jako je holandský novorenesanční sloh, skotský baronský styl, styl královny Anny a novorománský sloh. Dům slouží jako muzeum a je přístupný veřejnosti.

## Historie
Dům postavil lékař John Johnson z Vermontu a jeho žena Sarah. Johnson se seznámil se svou ženou během studia medicíny v Anglii. Plánování a stavba domu trvala téměř osm let a stála 1 300 000 dolarů. Johnson zaměstnal nejméně dva anglické architekty pro návrh domu s osmnácti hospodářskými budovami. Rodina Johnsonových užívala dům pouze krátce. Po smrti Sarah Johnson, byl dům zastaven, neboť John Johnson nebyl schopen platit daně a náklady spojené s údržbou. Starožitnosti a cennosti byly buď vydraženy nebo vzaty služebnictvem, které nedostalo zaplaceno. Místní obyvatelé poté začali domu říkat „Jonsonova Pošetilost” (Johnson's Folly).
Od 80. let 19. století do roku 1939 dům šestnáctkrát změnil majitele. V roce 1939 sídlo a pozemky zakoupil průkopník AM rádiového vysílání, Herbert Lee Wilson, který z bývalých stájí vytvořil rádiovou stanici WHWB-AM. Od roku 1939 v domě žilo 5 generací rodiny Wilsonových. Dům je od roku 1962 přístupný veřejnosti. Konají se zde svatby a dům je také hojně navštěvován vyšetřovateli paranormálních jevů.

## Popis

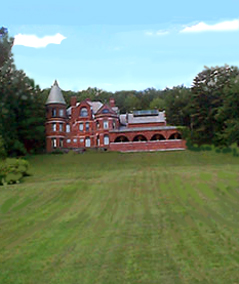
Wilson Castle

Dům se nachází na pozemku o velikosti 0,47 km² a obsahuje 32 pokojů na 3 podlažích. Fásada je vytvořena z anglického režného zdiva a francouzského mramoru. V interiéru je 13 krbů ozdobených kachlemi z dovozu a bronzem. Vybavení zahrnuje asijské a evropské starožitnosti, sochy, čínské svitky a orientální koberce. Součástí domu je také velká oranžérie a voliéra.